# Бјерм
Бјерм (фр. Biermes) насеље је и општина у североисточној Француској у региону Шампањ-Арден, у департману Ардени која припада префектури Ретел.
По подацима из 2011. године у општини је живело 282 становника, а густина насељености је износила 35,43 становника/km². Општина се простире на површини од 7,96 km². Налази се на средњој надморској висини од 110 метара.

## Демографија
| 1962. | 1968. | 1975. | 1982. | 1990. | 1999. | 2011. |
| ----- | ----- | ----- | ----- | ----- | ----- | ----- |
| 177   | 195   | 254   | 272   | 272   | 246   | 282   |

График промене броја становника у току последњих година